# Blind Obsession
Pour plus de détails, voir Fiche technique et Distribution.
Blind Obsession est un film indépendant américain réalisé par Robert Malenfant en 2001.

## Synopsis
Jack devient aveugle après des années de service dans la police, à la suite d'une maladresse lors d'une confrontation avec des malfaiteurs. Son monde change alors du tout au tout…

## Fiche technique
- Scénario : Ken Sanders, George Saunders
- Production : Pierre David, Rick Eyler, Anita Gershman, Larry Gershman, Ken Sanders, George Saunders, Chris H. Ullrich, Noël A. Zanitsch pour Out of Sight Productions LLC
- Musique : Richard Bowers
- Photographie : Peter Benison
- Durée : 90 min
- Pays de production :  États-Unis
- Langue : anglais
- Couleur
- Son : Mono

## Distribution
- Brad Johnson : Jack Fletcher
- Megan Gallagher : Rebecca Rose
- Roxana Zal : Bedelia Rose
- Leslie Hardy : Amy Brannigan
- Ken Kercheval : Harrison Pendragon
- Tony Panterra : Axel Vincenzo
- Christopher Kriesa : Frank Dodge
- Steve Stapenhorst : Dr. Locker